# 迈松 (奥德省)
迈松（法語：Maisons，法語發音：[mɛzɔ̃] ⓘ）是法国奥德省的一个市镇，属于纳博讷区。

## 地理
迈松（42°55'38"N, 2°37'58"E）面积12.15 平方千米，位于法国奧克西塔尼大區奥德省，该省份为法国南部沿海省份，北起塔恩省，西北接上加龙省，西接阿列日省，南至东比利牛斯省，东临地中海，东北与埃罗省接壤。
与迈松接壤的市镇（或旧市镇、城区）包括：达沃让、代尔纳克耶特、蒙加亚尔、帕莱拉克、蒂尚。

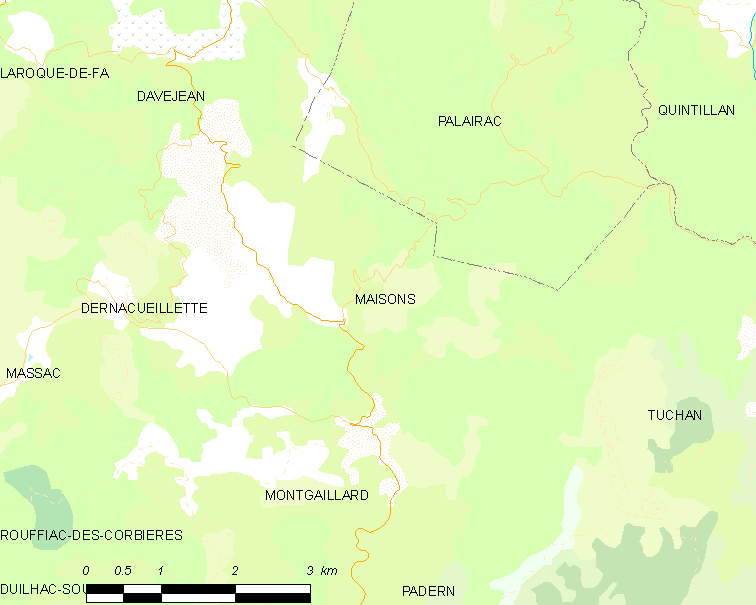
的OSM定位图

迈松的时区为UTC+01:00、UTC+02:00（夏令时）。

## 行政
迈松的邮政编码为11330，INSEE市镇编码为11213。

## 政治
迈松所属的省级选区为莱科比耶尔县。

## 人口

1962-2008年间人口变化图示

迈松于2022年1月1日时的人口数量为52人。